# Quantitative Trait Locus
Als Quantitative Trait Locus (abgekürzt QTL, Mehrzahl Quantitative Trait Loci, abgekürzt QTLs) wird eine Position (Locus) in der DNA bezeichnet, für die Varianten (Allele, Allelkombinationen) mit unterschiedlichen Messwerten eines oder mehrerer quantitativer Merkmale assoziiert auftreten. Für eine Analyse der QTLs werden Markerloci verwendet, d. h. Loci, für die allele Varianten in der betreffenden Individuengruppe darstellbar sind. Erst mit der Verfügbarkeit zahlreicher Markerloci durch die DNA-Analytik konnte sich die QTL-Forschung entwickeln.
Quantitative (stetige, komplexe) Merkmale sind Variationen im Phänotyp (Erscheinungsbild, Merkmalswert), die ohne Abstufung in einer kontinuierlichen Skala messbar sind und im Allgemeinen durch viele Einflüsse (also multifaktoriell) bedingt werden. Die Vererbung quantitativer Merkmale kann daher nicht durch den genetischen Einfluss eines einzelnen Gens erklärt werden, sie wird vielmehr durch das Zusammenwirken von mehreren Erbanlagen und Umweltfaktoren bestimmt.
Die Identifizierung von Chromosomenabschnitten mit Einflüssen auf die Ausprägung der betrachteten quantitativen Merkmale, also die QTL-Kartierung, ist beispielsweise in der Humangenetik zum Auffinden von krankheitsrelevanten Genen, in der landwirtschaftlichen Züchtungsforschung zur Analyse leistungswichtiger Gene und in der Evolutionsbiologie für den Genvergleich zwischen Spezies von Interesse. Die QTL-Kartierung liefert zunächst nur statistische Beziehungen zwischen Genotypen und Merkmalswerten in den betrachteten Familien und Populationen. Letztlich werden mit verschiedenen Verfahren die merkmalsbeeinflussenden Gene identifiziert, d. h. es werden auf DNA-Niveau diejenigen Varianten dargestellt, die zu den Unterschieden in den Messwerten eines quantitativen Merkmals führen. Für diese Nachweise war die QTL-Kartierung oft ein erster entscheidender Schritt.

## Historisches
Bereits WRIGHT (1931) führte in seiner Theorie einer Evolution der kontinuierlich variierenden Merkmale aus, dass letztlich viele Gene mit kleinen Einflüssen auf ein Merkmal die genetische Basis der quantitativ variierenden Merkmalswerte in Populationen sind. Er nahm bei jedem der einzelnen Genloci einen MENDELnden Erbgang an mit additiven Effekten und einer Dominanzabweichung. Aber erst THODAY (1961) wies darauf hin, dass die Übertragung individueller Chromosomenbereiche von Eltern auf einzelne Nachkommen mit Hilfe von Markergenen festgestellt werden kann. Der Begriff QTL wurde erstmals von GELDERMANN (1975) in Verbindung mit der Verwendung von Markerloci für die Analyse quantitativer Merkmale bei Tieren verwendet. Bei Mäuse-Inzuchtlinien konnten dann 1982 in Rückkreuzungsgruppen Effekte von genmarkierten Chromosomenregionen auf quantitative Merkmale (Größenwuchs, Fettansatz) nachgewiesen werden. Große Markerzahlen waren erst mit Hilfe der DNA-Techniken ab etwa 1990 verfügbar und wurden bald für viele genomweite QTL-Kartierungen bei Nutztieren, in der Humangenetik und bei Kulturpflanzen benutzt. Für die Auswertungen entwickelten LANDER und BOTSTEIN 1989 ein Verfahren, um viele Markerloci zur Kartierung von QTLs zu verwenden. Diese sogenannte Intervallkartierung benutzt Paare flankierender Marker, um die Wahrscheinlichkeit anzugeben, mit der sich ein QTL im Intervall befindet.

## QTL-Kartierung
Bei der Analyse von QTLs geht es zunächst um eine Lokalisierung von Genen, die auf quantitative Merkmale wirken, in einem oder mehreren Chromosomen, also um eine QTL-Kartierung. Hierfür werden – unter Einbeziehung von mehr oder weniger großen Individuenzahlen – jeweils pro Individuum die Werte quantitativer Merkmale wie auch die Allele für Markerloci dargestellt.

### Auswahl und Messung quantitativer Merkmale
Eine QTL-Kartierung benötigt Messwerte für das betrachtete quantitative Merkmal. Bei quantitativen (kontinuierlichen) Merkmalen (z. B. Körpergewicht, Größenwuchs) treten kontinuierlich sich ändernde Merkmalswerte auf, welche quantitativ gemessen werden können. Die Werte eines quantitativen Merkmals werden oft von vielen Genen bestimmt (polygene Vererbung). Zudem wirkt eine mehr oder weniger große Zahl an Umwelteinflüssen auf die Ausbildung eines quantitativen Merkmals. Die Werte eines quantitativen Merkmals werden also multifaktoriell bedingt und variieren in einer Individuengruppe (z. B. Tierpopulation) typischerweise entlang eines kontinuierlichen Gradienten. Die Verteilung der Merkmalswerte folgt bei Einflüssen mehrerer Gene und unter zufälligen Bedingungen einer GAUSS- oder Normalverteilung.
Für die QTL-Kartierung sind solche quantitativen Merkmale besonders günstig, deren genetisch bedingte Variabilität in der betrachteten Tiergruppe möglichst groß ist. Beispielsweise bietet eine Kreuzung von Individuen, die in ihren Werten für das betrachtete Merkmal extrem unterschiedlich sind, eine Voraussetzung, um eine große Merkmalsvariabilität z. B. in einer F2-Generation beobachten zu können. Außerdem wird man Kriterien des betrachteten Merkmals messen, die möglichst stark von Geneinflüssen abhängen. Beispielsweise gilt das in Bezug auf den Fettansatz bei Tieren für einige Kriterien des Stoffwechsels und der Gewebebeschaffenheit. Auf die Messwerte quantitativer Merkmale wirken stets auch Umweltfaktoren, so dass bei den Experimenten nach Möglichkeit standardisierte Umweltbedingungen eingehalten werden.
Im Vergleich zu klassischen MENDELschen Merkmalen kommen quantitative Merkmale weitaus häufiger vor. Bei MENDELschen Merkmalen handelt es sich um qualitative (diskrete) Merkmale, für die zwei oder mehrere Merkmalsklassen gebildet werden können, wie z. B. die Haarfarben bei Säugetieren oder glatte gegenüber faltigen Erbsen, ein Merkmal, welches MENDEL in seinen Experimenten verwendete. Ein Beispiel für ein quantitatives Merkmal ist die Variation der menschlichen Hautfarbe. Die natürliche Hautfarbe eines Menschen wird von mehreren Genen bestimmt, so dass die Veränderung nur eines dieser Gene die Hautfarbe geringfügig bis moderat verändern kann. Auch viele Krankheiten mit genetischen Komponenten werden polygen bedingt, z. B. Autismus, Krebs, Diabetes. Einige multifaktoriell bedingte Merkmale werden erst sichtbar, wenn die zugrundeliegenden Bedingungen einen Schwellenwert überschreiten. Beispielsweise führt eine sich steigernde Fruchtbarkeit bei weiblichen Schafen ab bestimmten Schwellen zu Einlings-, Zwillings- oder Drillingsgeburten. Auch entsteht oft ein Krankheitszustand erst, wenn die verursachenden Einflüsse eine Schwelle überschreiten.

### Typisierung von Markerloci
Als Marker dienen fast immer Varianten in der DNA-Sequenz, die bei den betrachteten Individuen in unterschiedlichen Formen, sogenannten Allelen, auftreten. Für QTL-Analysen sind Genmarker mit einem hohen Polymorphismusgrad (Polymorphiegrad) von Interesse. Der Polymorphismusgrad eines Locus ist umso größer, je mehr Allele zu unterscheiden sind und je ähnlicher deren Häufigkeiten in der zu untersuchenden Individuengruppe sind. Besonders häufig werden RFLP-, SNP- und STR-Polymorphismen als Marker genutzt. Diese Polymorphismen sind sogenannte anonyme Marker, soweit ihnen keine funktionelle Bedeutung zugeordnet ist und sie keinem spezifischen Gen entsprechen.
Die Zahl der Markerloci, die genomweit oder in Bezug auf einen betrachteten Chromosomenabschnitt verwendet werden, wird als Markerdichte bezeichnet. Eine hohe Markerdichte erlaubt in Verbindung mit vielen untersuchten Individuen eine Eingrenzung der QTLs auf kleine chromosomale Bereiche.
Markerloci für die QTL-Kartierung wurden nach folgenden Kriterien ausgewählt:
- Günstig sind ein hoher Polymorphismusgrad und eine wenig aufwändige, sichere Typisierung der Genotypen.
- Angestrebt wurden oft gleichmäßige Positionen der Markerloci in ausgewählten oder allen Chromosomen eines Genoms. Dies war im Allgemeinen der Ansatz, wenn für die Spezies und das quantitative Merkmal geringe Vorkenntnisse vorlagen.
- Sobald ein QTL in einem Intervall zwischen zwei Markerloci kartiert worden ist, werden in diesem Intervall oft möglichst viele Loci für eine QTL-Feinkartierung berücksichtigt.
- In vielen Fällen gibt es Gene, die mit hohen A-priori-Wahrscheinlichkeiten Einflüsse auf die betrachteten Merkmalswerte erwarten lassen (Kandidatengene). Zur Auswahl dieser Gene helfen auch Daten der Kartierung in anderen Spezies, denn innerhalb Distanzen < 5 cM zeigen sich zwischen verwandten Spezies üblicherweise ähnliche Anordnungen der Loci.
- Ein zusätzlicher Weg für eine Auswahl von Kandidatengenen sind cDNA-Bibliotheken, um damit gewebe- und/oder entwicklungsspezifisch exprimierte Gene zu finden. Beispielsweise kann eine muskelspezifische cDNA-Bibliothek dabei helfen, Kandidatengene für den Muskelansatz oder –stoffwechsel zu finden.

### Assoziationsstudien
Bei Assoziationsstudien werden für die Individuen einer Studiengruppe bei jedem Marker die Allele bestimmt. Unter der Annahme, dass ein bestimmter Marker in keiner Beziehung zum untersuchten quantitativen Merkmal steht, wird von einer gleichen Häufigkeit der Allele in Individuengruppen mit unterschiedlicher Merkmalsausprägung ausgegangen. Eine unterschiedliche Häufigkeit von bestimmten Allelen eines Markers in Individuengruppen mit zu- oder abnehmender Ausprägung des untersuchten Merkmals ist hingegen ein Hinweis auf eine Assoziation dieses Markers zum untersuchten Merkmal. Mit abnehmendem Abstand eines Markers zu einem Gen, das die Merkmalsausprägung beeinflusst (d. h. dem QTL), steigt nämlich die Wahrscheinlichkeit, dass bestimmte Markerallele gemeinsam mit bestimmten Allelen des QTL vererbt werden. Dies hat zur Folge, dass die Allelverteilung des betrachteten Markers mit der Merkmalsausprägung assoziiert bei den Individuen auftritt. Die Wahrscheinlichkeit dafür wird für Intervalle zwischen Markern durch den sogenannten LOD-Score  ermittelt. Ein LOD-Score von größer als drei für einen Marker gilt in QTL-Studien im Allgemeinen als Indikator für einen QTL an der Position des betreffenden Markers (bzw. der Position des markierten Intervalls).
Häufig werden – analog zum beschriebenen Ansatz – zwei Individuengruppen untersucht, die sich in der Merkmalsausprägung markant unterscheiden, beispielsweise eine Züchtungsform einer Pflanzenart mit normaler Wuchshöhe und eine weitere mit Zwergwuchs, oder eine Gruppe von Patienten mit einer bestimmten Erkrankung und eine weitere Gruppe mit gesunden Personen. Für jeden Markerlocus werden nachfolgend die Allelhäufigkeiten in beiden Gruppen verglichen. Markerloci mit unterschiedlichen Allelhäufigkeiten in beiden Gruppen weisen dann Assoziationen zum untersuchten Merkmal auf.
Bei Assoziationsanalysen ist entscheidend, dass – abgesehen von den Werten des betrachteten Merkmals – die verglichenen Individuen in allen anderen Merkmalen möglichst ähnlich sind. Außerdem sollen die Genotypen möglichst zufallsgemäß in der Gesamtheit der Individuen verteilt sein, aus der die betrachteten Individuengruppen stammen. Dies ist allerdings nicht immer erreichbar. Beispielsweise werden in Nutztierrassen häufig Tiere verschiedener anderer Rassen oder spezieller Zuchtlinien eingekreuzt, so dass Allele gekoppelter Loci nicht zufällig verteilt sind. Für Assoziationsstudien wird je nach Relevanz des zu untersuchenden Markers für die Merkmalsausprägung eine drei- oder vierstellige Zahl an Individuen benötigt. Sie werden deshalb insbesondere im Bereich der Züchtungsforschung an Pflanzen und bei Kleintieren durchgeführt.

### Kopplungsstudien
Kopplungsstudien werden durchgeführt, wenn für Assoziationsstudien keine ausreichend informativen Individuen zur Verfügung stehen, wenn der Einfluss der einzelnen QTLs auf die Merkmalsausprägung nur gering ist oder wenn die zu untersuchenden Marker nur wenige verschiedene Allele aufweisen. Kopplungsstudien wurden insbesondere in der Humangenetik und bei Haustieren benutzt.
In Kopplungsstudien wird bei erstgradig verwandten Individuen, also beispielsweise zwischen Eltern und ihren Nachkommen oder zwischen Geschwistern, die Vererbung der Marker in Verbindung mit den Werten quantitativer Merkmale untersucht. Wenn ein Markerlocus nicht mit einem Locus des untersuchten Merkmals (dem QTL) gekoppelt ist, tragen ein Elternteil und ein Nachkomme unter der Annahme einer zufälligen Vererbung in 50 Prozent aller untersuchten Fälle identische (konkordante) Allele am Marker- und QTL-Locus. Je dichter sich aber ein Markerlocus am QTL für das betrachtete Merkmal befindet, umso mehr weicht die Häufigkeit von konkordanten Eltern-Nachkommen-Kombinationen von einer bei zufälliger Vererbung resultierenden Wahrscheinlichkeit von 50 Prozent ab. Dies wird als Vererbungsungleichgewicht (Transmission disequilibrium) oder Kopplungsungleichgewicht (Linkage disequilibrium) bezeichnet. Analog dazu besitzen 25 Prozent aller Geschwisterpaare bei zufälliger Vererbung für Markerlocus und QTL kein gemeinsames Allel. In 50 Prozent aller Fälle weisen sie ein gemeinsames Allel an einem der Loci auf und in 25 Prozent aller Fälle stimmen sie in beiden Allelen überein. Auch hier zeigt eine Abweichung von dieser Verteilung eine Kopplung des Markerlocus mit dem betrachteten QTL an. Je enger Markerlocus und QTL gekoppelt sind und je stärker das QTL-Allel die betrachteten Merkmalswerte beeinflusst, desto stärker unterscheiden sich die Merkmalswerte in Individuengruppen mit unterschiedlichen Markerallelen.
Für Kopplungsstudien bei Tieren wurden F2-Familien, Halbgeschwistergruppen oder Rückkreuzungsgenerationen mit jeweils etwa 300 bis 1000 Individuen benutzt. Diese Tiergruppen wurden oft speziell für die QTL-Analysen erzeugt und von großen, meist international kooperierenden Forschergruppen untersucht.
Ein weiteres ebenfalls auf der Analyse von Geschwisterpaaren beruhendes Konzept wird als Affected Family Based Control (AFBAC) bezeichnet. Dabei wird eine Gruppe von Geschwisterpaaren untersucht, die hinsichtlich des betreffenden Merkmals diskordant sind. Dies können beim Menschen beispielsweise Geschwisterpaare mit einer normalgewichtigen und einer übergewichtigen Person sein. Weicht hier die Allelverteilung eines Markers bei den Personen mit der einen Merkmalsausprägung von den Personen mit der anderen Ausprägung ab, ist dies ein Hinweis auf einen Zusammenhang zwischen dem betrachteten Marker und der Merkmalsausprägung. Auch wenn AFBAC-Studien auf Untersuchungen von erstgradig verwandten Personen beruhen, werden sie in der Humangenetik zu den Assoziationsstudien gezählt, da nicht die Allelvererbung betrachtet wird.
Ein zusätzlicher Weg ist die Einbeziehung von Daten mehrerer Familien, was als Family-Based-QTL-Mapping (familienbasierte oder familienstammbaumbasierte QTL-Kartierung) bezeichnet wird. Dies hat eine Bedeutung, wenn lediglich kleine Familien zur Verfügung stehen, wie in der Humangenetik oder bei einigen Haustieren. Die familienbasierte QTL-Kartierung war die einzige Möglichkeit zur Kartierung von Genen, wenn experimentelle Kreuzungen nicht durchzuführen sind, wie in der Humangenetik. Sie wird auch in der Pflanzengenetik erfolgreich eingesetzt.

### Genetisch-statistische Methodik
Die einfachste Methode zur QTL-Kartierung ist die Varianzanalyse (Analysis of Variance, ANOVA). Bei dieser Methode wird eine t-Statistik berechnet, um die Merkmalswerte von zwei Markergenotyp-Gruppen zu vergleichen. Für andere Gruppen (z. B. in einer F2-Generation), bei denen es mehr als zwei mögliche Genotypen gibt, verwendet man eine Form der ANOVA, die eine F-Statistik liefert. Der ANOVA-Ansatz für die QTL-Kartierung weist drei Schwächen auf. Erstens erhält man keine separaten Schätzungen zur QTL-Position und zum QTL-Effekt. Die QTL-Position lässt sich nur dadurch ermitteln, dass man berücksichtigt, welche Marker mit den größten Unterschieden zwischen den Durchschnittswerten der Genotypgruppen auftreten. Dabei ist der an einem Marker gemessene QTL-Effekt aufgrund der Rekombination zwischen Marker und QTL kleiner als der wahre QTL-Effekt. Und schließlich wird für weit vom QTL entfernte Markerloci ein statistischer Nachweis unsicher.

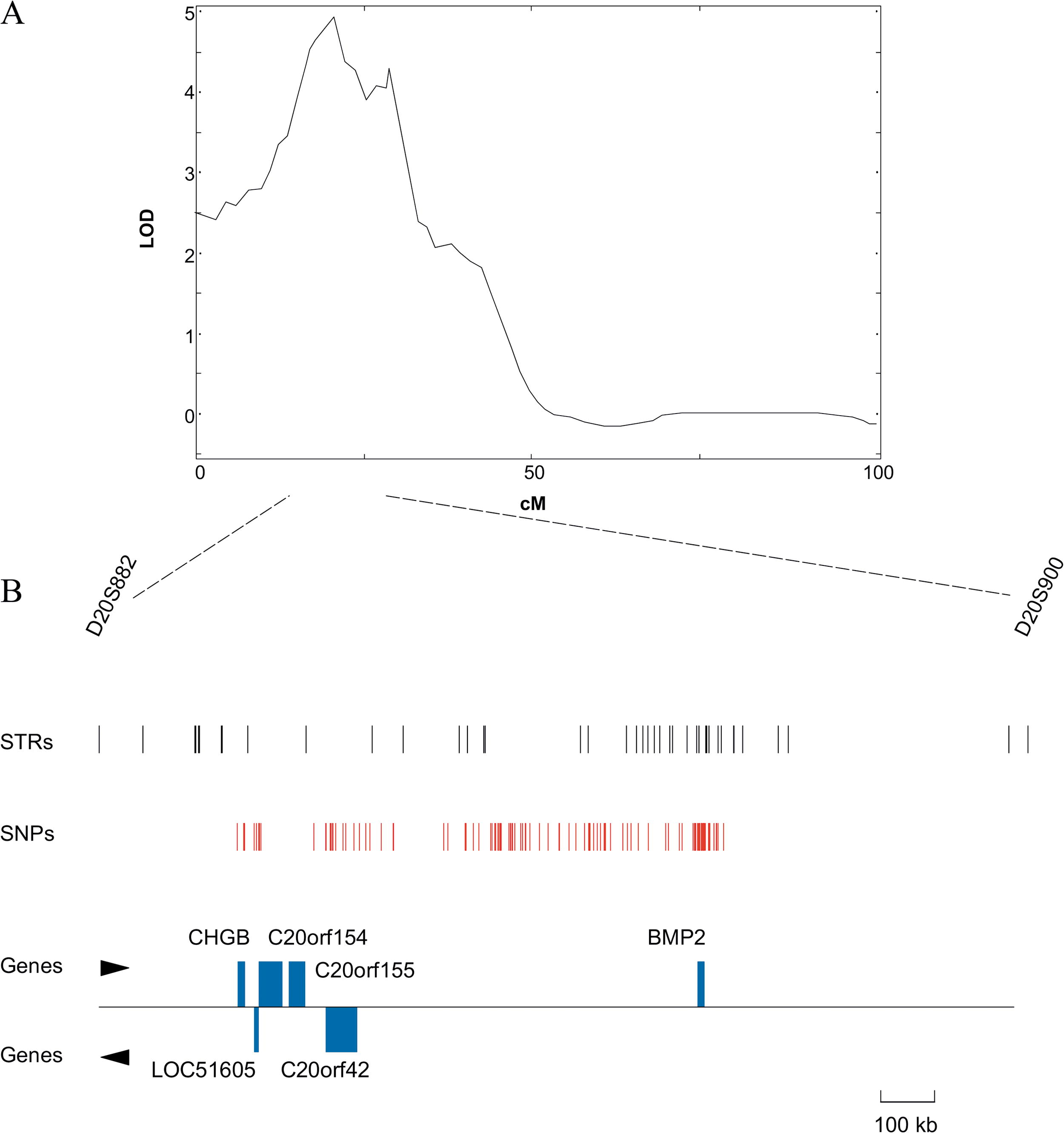
Abb. 1: Darstellung eines QTL für Osteoporose auf dem menschlichen Chromosom 20 (Quelle: PLoS Biology, 2003)

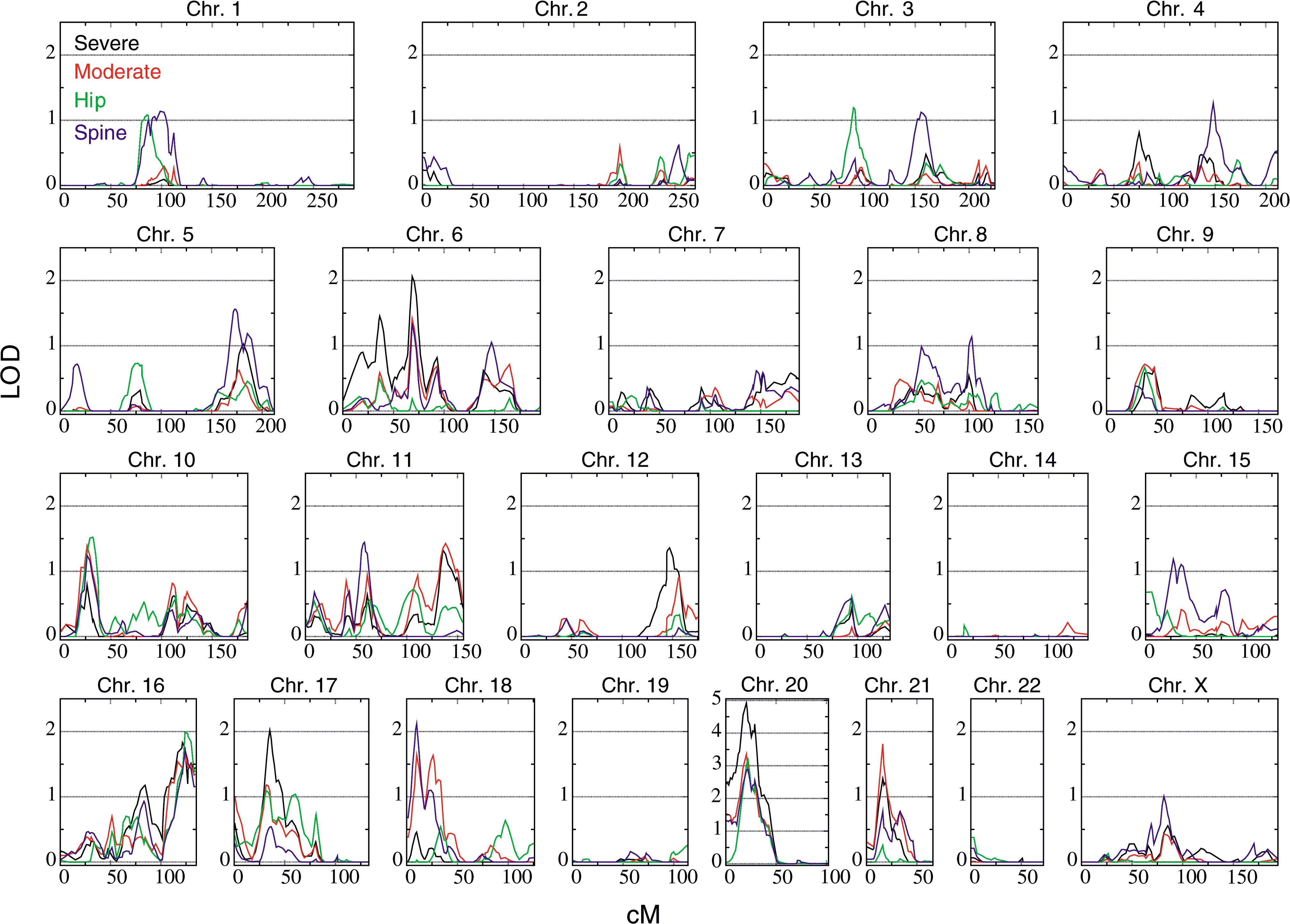
Abb. 2: Ergebnisse einer genomweiten QTL-Analyse für die Ausprägung von Osteoporose in Menschen. Die Studie umfasste die Analyse von 1.100 Markern in 1.323 Personen (Quelle: PLoS Biology, 2003)

LANDER und BOTSTEIN entwickelten 1989 die Intervallkartierung, die nachfolgend für die QTL-Kartierung in experimentellen Kreuzungen allgemein verwendet wurde. Hierbei wird für einen QTL eine Position innerhalb eines Intervalls von zwei kartierten Markerloci angenommen und dafür mit dem Logarithmus des Odds Ratio der LOD-Score berechnet und damit die Wahrscheinlichkeit für einen dort lokalisierten QTL. Ein LOD-Score ist der Logarithmus des Verhältnisses zwischen der Wahrscheinlichkeit, dass die Merkmalswerte zur Nullhypothese passen, und der Wahrscheinlichkeit, dass die Werte mit einem QTL-Einfluss übereinstimmen. Die Übereinstimmung der gemessenen Merkmalswerte wird mit der Varianzanalyse geprüft. Eine hohe Übereinstimmung, d. h. ein großer Anteil der erklärten Varianz an der Gesamtvarianz des Merkmals, z. B. in einer F2-Generation, führt zu hohen Werten des statistischen Parameters (F-Ratio). Für die Analysen wird jeweils die Position des angenommenen QTL im Intervall zwischen Markerloci in Schritten von meist 1 cM verändert. Die Berechnungen führen pro Chromosom zu einem typischen QTL-Profil, und Positionen mit den höchsten Wahrscheinlichkeiten werden als QTLs angenommen (Abb. 1 und 2).
QTLs, die sich an anderen Stellen im Genom befinden, können störend wirken. Daher werden zusätzliche Methoden benutzt. Ein Ansatz zur Handhabung einer QTL-Kartierung, bei der mehrere QTLs zu einem Merkmal beitragen, besteht darin, dem Auswertungsmodell solche QTLs hinzuzufügen, die bereits identifiziert worden sind. Diese als zusammengesetzte Intervallkartierung (Composite Intervall Mapping, CIM) bezeichnete Methode bestimmt Positionen wie auch Effektgrößen von QTLs genauer als Einzel-QTL-Ansätze.

## Untersuchungen an QTLs
Bei einem kartierten QTL handelt es sich um den Nachweis, dass Gene mit Effekten auf die Werte des betrachteten Merkmals in einem Chromosomenintervall lokalisiert sind. In einem solchen Intervall liegen aber üblicherweise mehrere Gene. Oft lassen sich die in Verbindung mit einem QTL beobachteten Merkmalsunterschiede nicht der Wirkung eines Gens zuordnen, so dass weiterführende Untersuchungen vorgenommen werden. Dabei wird in der Chromosomenregion eines QTL zunächst nach Genen gesucht, die eine Bedeutung für das fragliche Merkmal haben könnten. Um diese nachzuweisen, wird für das betreffende Chromosomenintervall die genomische DNA nach codierenden und regulativen Bereichen untersucht. Anschließend wird geprüft, für welche der Bereiche ein Zusammenhang mit dem betrachteten quantitativen Merkmal zu erkennen ist. Handelt es sich bei diesem Merkmal beispielsweise um die Eigenschaft eines bestimmten Gewebes oder dessen Stoffwechselprodukte, so werden für das Gewebe zuständige Gene berücksichtigt, z. B. indem für das Gewebe spezifische cDNA-Bibliotheken analysiert werden. Auf diesem Wege lassen sich Gene erkennen, die für eine bestimmte Merkmalsausprägung in Frage kommen, und auf Varianten untersuchen, die zur beobachteten Merkmalsbeeinflussung führen.
QTLs für ein quantitatives Merkmal liegen oft auf verschiedenen Chromosomen. Anzahl und Verteilung von QTLs über ein Genom geben Aufschluss über die genetische Architektur eines Merkmals. Bei manchen Merkmalen, wie z. B. der Wuchshöhe bei Pflanzen, wurden viele QTLs mit jeweils geringer Wirkung beobachtet. Andere Merkmale, wie z. B. die Stressresistenz beim Schwein, zeigen den hauptsächlichen Einfluss eines Gens (RYR1-Locus).
Ein weiteres Interesse statistischer Genetiker besteht darin festzustellen, ob ein Phänotyp durch viele ungekoppelte Loci oder durch wenige und zudem gekoppelte Loci geprägt wird und ob diese Loci interagieren, d. h. Epistasie aufweisen. Diese Untersuchungen geben Aufschluss darüber, wie sich der Phänotyp möglicherweise während der Evolution entwickelt hat.
QTL-Analysen wurden auch mit Genexpressionsprofilen kombiniert, z. B. durch DNA-Microarrays. Solche Expressions-QTLs (eQTLs) beschreiben cis- und trans-kontrollierende Elemente für die Expression, z. B. für krankheitsassoziierte Genvarianten.
Im nächsten Schritt wird innerhalb der Kandidatengene nach Mutationen gesucht, die mit der Merkmalsausprägung assoziiert sein können. Da eukaryontische Gene meist 5–20 kbp umfassen und etwa 0,1–1 % variable Nucleotidpositionen pro Spezies auftreten, tritt die Frage auf, welche der vielen DNA-Varianten in einem Gen für die Unterschiede des untersuchten Merkmals wichtig sind. Die in den Kandidatengenen vorkommenden DNA-Varianten werden daher geprüft, ob sie mit den fraglichen Merkmalswerten assoziiert auftreten. Zu diesem Zweck kann eine vergleichende Sequenzierung der Kandidatengene bei Merkmalsträgern und Nicht-Merkmalsträgern oder bei Individuen mit geringen oder großen Merkmalswerten vorgenommen werden. Unterscheiden sich die beiden Individuengruppen durch den Besitz bestimmter DNA-Varianten in einem oder wenigen Kandidatengenen, so kann nachfolgend eine funktionelle Analyse dieser DNA-Varianten vorgenommen werden. Diese Prüfung beinhaltet u. a. eine Analyse der Genexpression und der Eigenschaften der Genprodukte. Hierfür wurden auch transgene Tiere (z. B. Mäuse) erstellt, mit denen vivo geprüft werden kann, ob eine bestimmte Variante des Kandidatengens die fragliche Merkmalsausbildung auszulösen oder zu komplementieren vermag.
Eine Sequenzierung der für einen QTL maßgeblichen Region und die Analyse der Funktionsunterschiede von DNA-Varianten in den betreffenden Genen sind dann wichtige Schritte. Es stehen umfangreiche DNA-Daten online zur Verfügung, mit denen nach Ähnlichkeiten bei Genen mit bekannter Funktion gesucht werden kann und üblicherweise auch die betreffenden Gene in verschiedenen Spezies verglichen werden. Dies kann mit BLAST erfolgen, einem Online-Tool, das es Benutzern ermöglicht, eine Primärsequenz einzugeben und in der BLAST-Datenbank mit Genen verschiedener Organismen nach ähnlichen Sequenzen zu suchen. Ausgehend vom betrachteten QTL können so vergleichend über Spezies die Interaktionen zwischen DNA-Varianten und der Ausbildung von Merkmalswerten analysiert werden. Hierbei sind manchmal zusätzlich DNA-Bereiche von Bedeutung, die mit dem zunächst untersuchten Gen lediglich eng gekoppelt sind. Schließlich werden auch Informationen gewonnen, wie sich ein QTL in der Evolution entwickelt hat und ob mehrere DNA-Varianten auf das betrachtete Merkmal wirken.
Beispielsweise ließ sich beim Schwein in der Chromosomenregion, die einen starken Einfluss auf die Stressbelastungsreaktionen hat, eine DNA-Variante im Ryanodinrezeptor-Genlocus (RYR1) als Hauptverursacher des Malignen Stresssyndroms nachweisen. Beim Menschen konnte man die Huntington-Krankheit, eine autosomal dominante Störung des Nervensystems, zunächst mit Hilfe von Familienanalysen in einer Region des Chromosoms 4 lokalisieren. In einem zweiten Schritt wurde in der Chromosomenregion nach Genen gesucht, die von ihrer Funktion her als Kandidatengene in Frage kommen. 1993 gelang es, das Gen für die Huntington-Krankheit zu klonieren, zu sequenzieren und einzelne Sequenzvarianten mit Einfluss auf die Krankheit zu bestimmen (HUNTINGTON’S DISEASE COLLABORATION GROUP).

## Status der QTL-Analyse
Bei quantitativen Merkmalen ist der Beitrag eines einzelnen Gens an der Merkmalsausprägung oft vergleichsweise gering, er hängt von Wechselwirkungen ab und wird darüber hinaus durch Umwelteinflüsse modifiziert. Die Identifizierung der an der Ausprägung eines quantitativen Merkmals beteiligten Gene ist deshalb methodisch aufwändig. Dabei ist die Analyse von QTLs eine Strategie, die bei der Identifizierung von Genen für quantitative Merkmale für sehr verschiedene Organismen ein erster grundsätzlicher Schritt war.
QTL-Analysen spielen in der Humangenetik bei der Ermittlung von krankheitsrelevanten Genen und Genvariationen eine Rolle. In zahlreichen genomweiten Studien wurden die verursachenden Gene für viele Merkmalssyndrome und Krankheiten erkannt. Als Beispiel zeigen die Abb. 1 und 2 die Verteilung von QTL-Profilen im humanen Genom für das Merkmal Osteoporose (Alterserkrankung des Knochens).
Bei Kulturpflanzen waren QTL-Analysen für die Identifizierung leistungswichtiger Gene in vielen praktischen Züchtungsprogrammen von Bedeutung. Beispielsweise werden identifizierte QTLs genutzt, um bei der Züchtung von Nutzpflanzen gezielt Kreuzungspartner oder Nachkommen mit erwünschten Merkmalsausprägungen auszuwählen.
Die QTL-Kartierung ermöglichte bei Nutztieren zahlreiche Nachweise von Chromosomenbereichen mit Genen, die Einflüsse auf leistungswichtige Merkmale haben. Beispiele für derartige QTLs sind beim Schwein Einflüsse auf Bemuskelung, Stressresistenz und Fleischbeschaffenheit, beim Rind die Milchproteineigenschaften und die Hornentwicklung, beim Schaf das Muskelwachstum und die Fruchtbarkeit sowie beim Huhn die Resistenzen gegen Marek-Disease und gegen Salmonellosis.